# Anomalocaris
Anomalocaris (‘gamba estranya’) és un animal extint que pertany al clade dels anomalocàrids. Es tractava d'una criatura nedadora que possiblement usava uns lòbuls flexibles que tenia als flancs del cos per a impulsar-se dins l'aigua. El seu gran cap tenia grans ulls amb forma de pera i diverses lents oculars i una boca rodona. Tenia dos grans "braços" amb una mena de punxes just davant de la boca; probablement, els utilitzava per a atrapar les preses i posar-se-les a la boca.

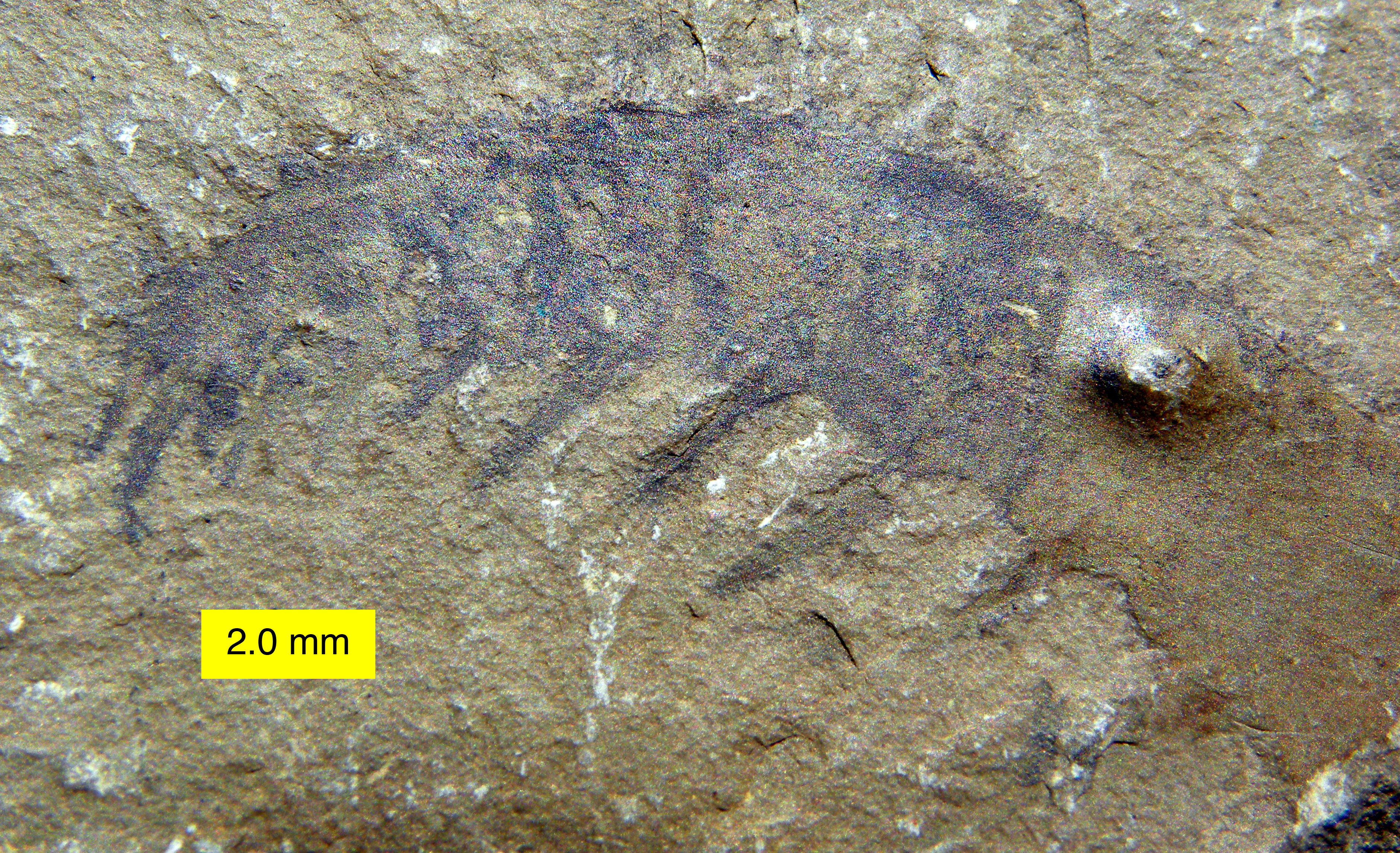
Anomalocaris

Per al temps en què visqué, Anomalocaris va ser una criatura realment gegantina arribant a longituds d'entre 60 cm i 2 metres. Fou com el rorqual blau dels seus temps, i sens dubte hi va ser el predador dominant. Era l'animal més gros del període Cambrià; els seus ulls mostraven ja un alt grau d'agudesa visual, més que la de qualsevol artròpode (amb els quals es considera relacionat) actual.
Se l'ha identificat incorrectament diverses vegades. El seu nom ve de la descripció d'un dels seus "braços", que va ser trobat per separat i es va pensar que era una criatura per si sol. Es va pensar que la boca era una medusa anomenada Peytoia, i el cos va ser descrit com una esponja de mar anomenada Laggania. Segons els codis de nomenclatura, el nom més antic és l'elegit, i en aquest cas va ser Anomalocaris. El nom Laggania va ser usat més tard per a un altre gènere d'anomalocàrid.